# Cucullia stigmatophora
Cucullia stigmatophora là một loài bướm đêm trong họ Noctuidae.